# Mykoła Szweć
Mykoła Antonowycz Szweć (ukr. Микола Антонович Швець; ur. 6 września 1955 w Pjatychatkach w obwodzie dniepropetrowskim). Ukończył Przydnieprowską Akademię Budownictwa i Architektury (ukr. Придніпровська Академія будівництва і архітектури). Przeszedł szczeble kariery od inżyniera-budowlańca do zastępcy naczelnika oddziału budowlanego Spółdzielni "Silhospchimija".
Pracował w biurze Obwodowego Komitetu Wykonawczego w obwodzie dniepropetrowskim, wiceprzewodniczący Komitetu Wykonawczego Rejonu Babuszkinskiego w Dniepropetrowsku. W 1990 został wybrany na przewodniczącego Rady Zarządu Rejonu Babuszkinskiego, a od 1991 - wiceprzewodniczący Komitetu Wykonawczego Rady Miasta Dniepropietrowsk. Przez dwie kadencje, w 1994 i 1998 (obowiązki pełnił do października 1999) - naczelnik komitetu miejskiego i rady miejskiej - najwyższa władza miejska (odpowiednik mera miasta).
W 1999 roku został mianowany szefem Dniepropetrowskiej Obwodowej Administracji Państwowej. Od 2005 - Kierownik Rady Obwodu Dniepropietrowskiego. 
Otrzymał tytuł "honorowego obywatela miasta Dniepropietrowska", odznaczony Orderem Za Zasługi III i II stopnia, nagrodzony "Krzyżem Honoru" Ministerstwa Spraw Wewnętrznych Ukrainy oraz nagrodami kościoła prawosławnego.